# Лабуш, Владимир Афанасьевич
Владимир Афанасьевич Лабуш (род. 16 октября 1920 году, в селе Любомирка Одесская область — умер 24 июня 1995 года) — агроном районного отдела сельского хозяйства Котовского района Одесской области. Герой Социалистического Труда (19.07.1951). 

## Биография
16 октября 1920 году в селе Любомирка в семье украинца крестьянина родился Владимир Лабуш. После окончания обучения в школе, он поступил в Ананьевский сельскохозяйственный техникум. По окончании техникума в 1940 году был призван в армию.
Участник Великой Отечественной войны. Воевал в 51-м стрелковом полку 93-й стрелковой дивизии, радист роты связи.Был награждён медалью "За отвагу".
В 1946 году вернулся домой и стал работать агрономом районного отдела сельского хозяйства. Постоянно находился в полях, контролировал процесс выращивания культур. Уже в 1950 году на территории, за которую он отвечал был получен рекордный урожай сахарной свеклы.  
Указом от 19 июля 1951 года за перевыполнение плана пятилетки по сбору урожая свеклы Владимир Лабуш был удостоен звания Герой Социалистического Труда с вручением Ордена Ленина и золотой медали "Серп и Молот".
В июле 1952 года поступил в Ленинградский институт зоологии и фитопатологии. После завершения обучения работал агрономом-энтомологом на Котовской МТС. Затем трудился заведующим свеклобазы, заведующим биологической лабораторией.  
Последнее время проживал в Котовске. Умер 24 июня 1995 года. 

## Награды
Имеет следующие награды, за трудовые успехи:
- Герой Социалистического Труда (19.07.1951);
- Орден Ленина (19.07.1951);
- Орден Отечественной войны — I степени (11.03.1985);
- Медаль «За отвагу» (СССР) (25.09.1944);
- Медаль «За трудовое отличие» (23.05.1966).